# SEAT León
El SEAT León és un automòbil de turisme del segment C produït pel fabricant espanyol SEAT des de l'any 1999. El León abasta quatre generacions, que comparteixen plataforma amb altres models del Grup Volkswagen.
El León és un cinc places amb motor davanter transversal i tracció davantera o a les quatre rodes, disponible actualment amb carrosseria hatchback de cinc portes i hatchback de cinc portes familiar. Alguns dels seus rivals són els Hyundai i30, el Ford Focus, l'Honda Civic, els Peugeot 308, el Renault Mégane, i els Toyota Auris, VW Golf, Kia Cee'd, Nissan Pulsar, etc.
| Mk1 / 1M | 1999 - 2005 | - 5-portes - 1999 - 2005 | Mk2 / 1P | 2005 - 2009 | 2009 - 2012 | - 5-portes - 2005 - 2009 - 2009 - 2012 | Mk3 / 5F | 2012 - 2016 | - 3- 5-portes familiar (ST) - 2012 - 2020 | Mk4 / KL | 2020 - | - 3- 5-portes familiar (ST) - 2020 - Present |

## Primera generació (1999-2005)

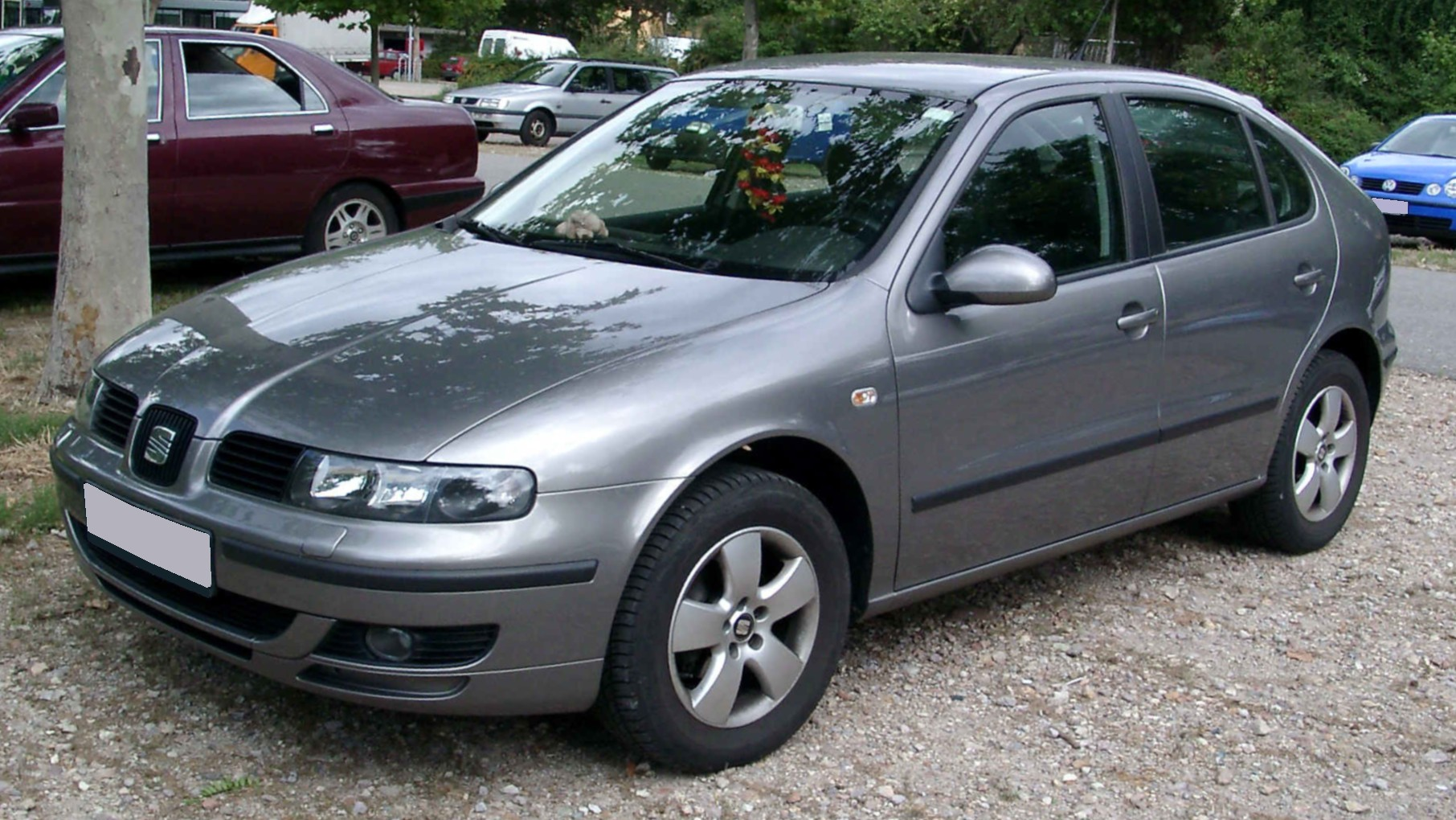
SEAT León de primera generació

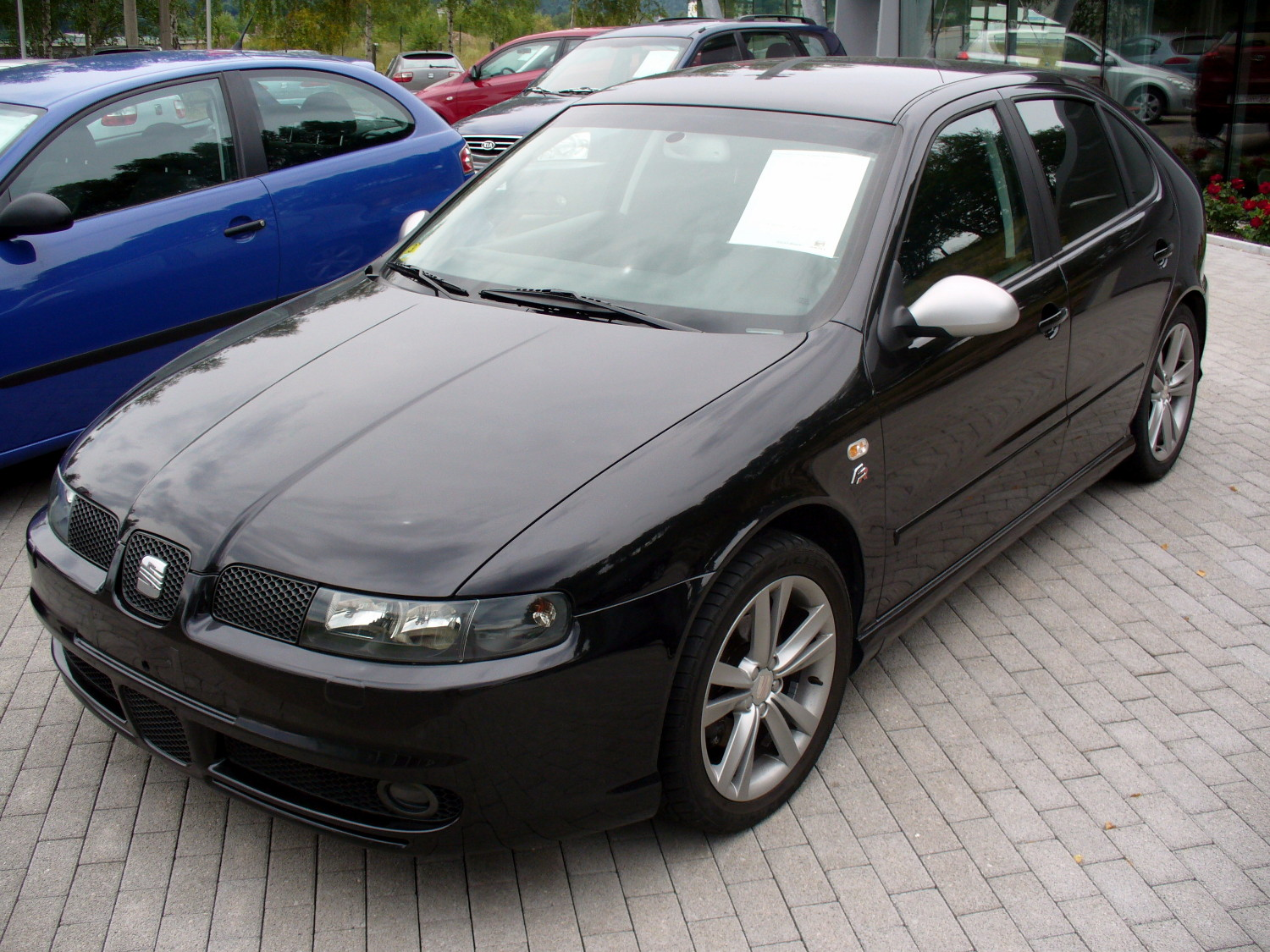
SEAT León FR

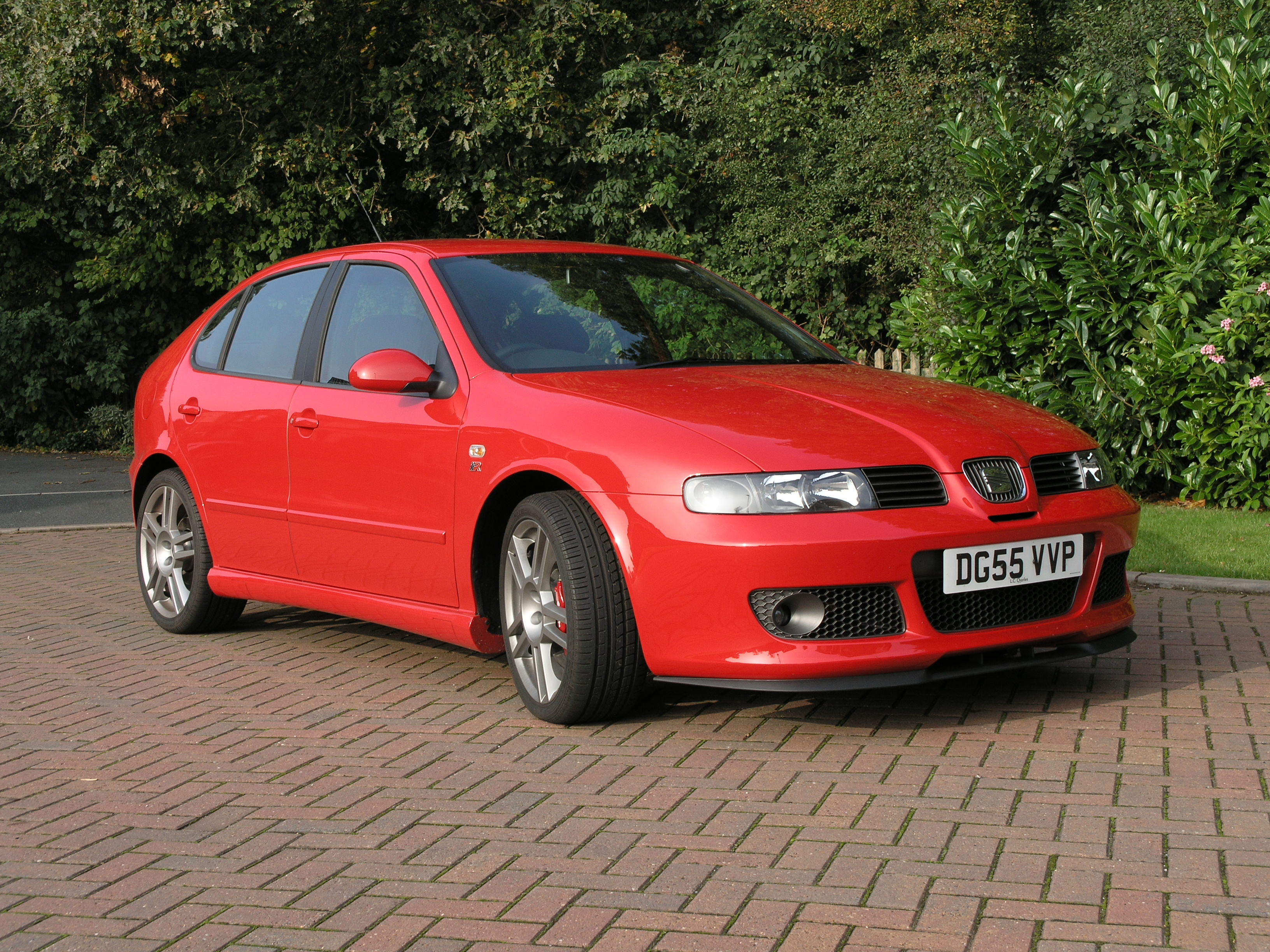
SEAT León Cupra

La primera generació del León va ser llançada al mercat el 1999, construïda amb el mateix xassís de la quarta generació del Volkswagen Golf i de la primera generació dels Audi A3 i Skoda Octavia. Aquest model és bàsicament una variant hatchback de cinc portes de la segona generació del SEAT Toledo, que era un sedan de quatre portes dissenyat per Giorgetto Giugiaro.

### Acabats
El León incorporà nombroses variants esportives. Entre elles està la versió "FR", que posseïa el motor Dièsel de 150 CV o el gasolina de 180 CV; la versió "Cupra", que incorporava el gasolina 2.8 V6; y la "1.8T Cupra R", que tenia el gasolina de 1.8 litres y 225 CV. Algunes de les versions incorporaven tracció a les quatre rodes.

### Motoritzacions
Els motors gasolina eren un 1.4 litres de 75 CV de potència màxima, un 1.6 litres de 101 o \d05 CV, un 1.8 litres en versiones atmosfèriques de 125 CV i amb turbocompressor de 180 CV y 210 CV (més tard 225 CV), i un 2.8 litres de 204 CV. La gasolina de 2.8 litres és un sis cilindres en V, i la resta quatre cilindres en línia. El 1.6 litres de 101 CV té dues vàlvules per cilindre, el 1.8 litres en té cinc i els motors restants quatre.
L'únic motor Dièsel era un 1.9 litres de quatre cilindres en línia, que s'oferia en variant atmosfèrica de 68 CV i amb turbocompressor de 90, 100, 110, 130 i 150 CV, totes elles amb injecció directa (amb alimentació per injector-bomba en les versions de 100, 130 y 150 CV).

## Segona generació (2005-2012)

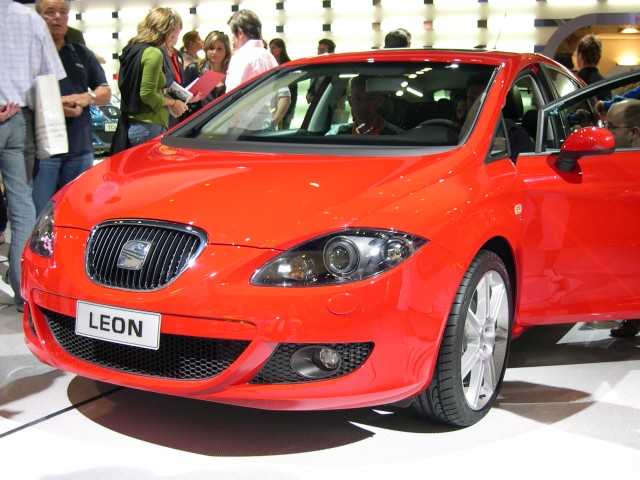
SEAT León de segona generació

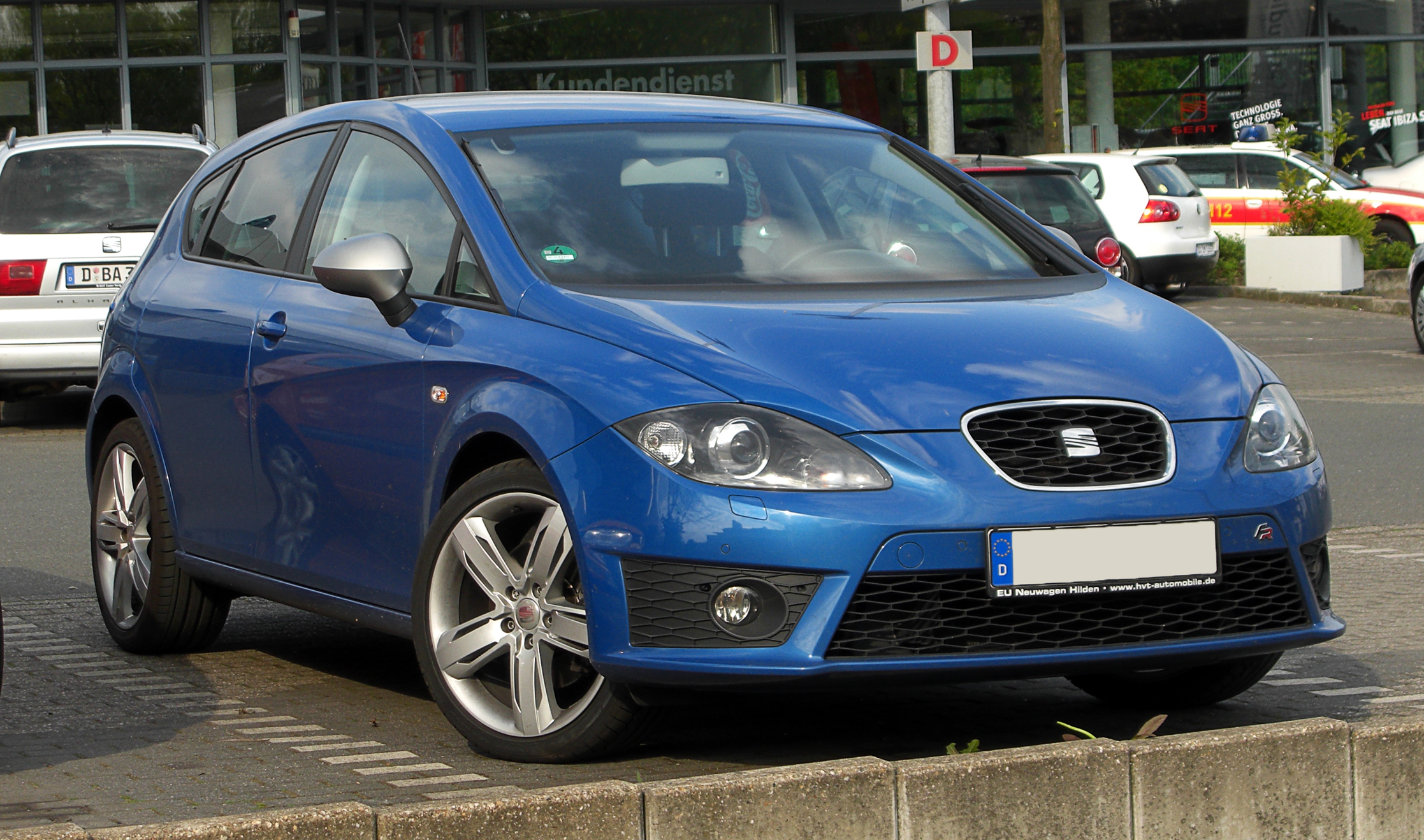
SEAT León FR

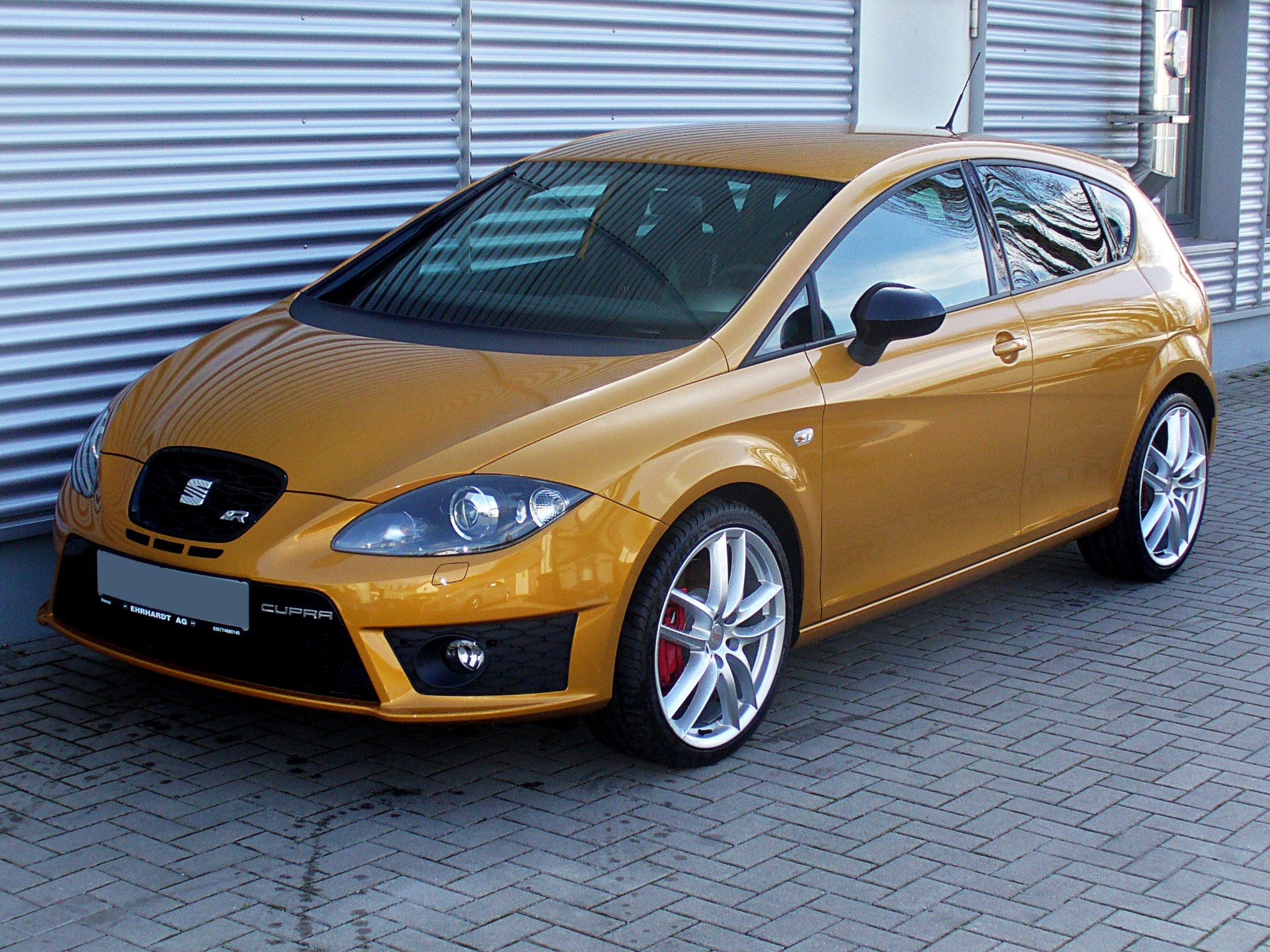
SEAT León Cupra R

La segona generació va ser dissenyada per Walter Da Silva sobre la plataforma de la cinquena generació del Volkswagen Golf i de la segona generació dels Audi A3 i Skoda Octavia. El León II es va mostrar com prototip en el Saló de l'Automòbil de Ginebra de 2005. Estava equipat amb un motor gasolina turbocomprimit de 2.0 litres de cilindrada i 200CV de potència màxima i una caixa de canvis automàtica de sis marxes i doble embragatge.

### Acabats
La nova gamma Lleó oferia quatre nivells d'equipament al principi: Reference, Sport, Stylance i Sport-up. Després van arribar les versions esportives FR, Cupra i Cupra R, amb l'arribada del restyling desapareix els acabats Sport i el Stylance passa a anomenar-Style i al final de la seva vida comercial apareix l'acabat Emoción que és l'equipament més bàsic que ofereix la gamma SEAT .
Reference
L'acabat d'accés a la gamma ja compta amb un equipament de sèrie molt complet. Entre altres elements disposa d'ABS i TCS (desconnectable), coixins de seguretat per a conductor i acompanyant, coixins de seguretat laterals davanters i de cortina, llantes de 16 polzades amb pneumàtics 205/55, control de pressió de pneumàtics, ancoratges Isofix, alçavidres elèctrics davanters amb funcions ' one touch 'i sistema antipinçament, retrovisors exteriors elèctrics, calefactats i en color carrosseria, tancament centralitzat amb comandament a distància i clau plegable de tres polsadors (se suma un tercer botó per obrir només la porta), aire condicionat, ràdio CD amb sis altaveus, seient del conductor regulable en alçada, respatller del seient del darrere abatible (1/3-2/3) i ordinador de bord (només amb el motor 2.0 TDI), etcètera.
Sport
Aquest acabat ofereix la mateixa dotació de sèrie que el Reference afegint un caràcter i una aparença més esportiva: suspensió amb tarats més fermes, seients esportius, acabat interior específic, volant en cuir amb comandaments per controlar l'equip d'àudio, pom del canvi en cuir, llantes d'aliatge de 16 polzades de cinc ràdios, ordinador de bord i dos altaveus addicionals.
Stylance
Sobre el Reference, aquestes versions afegeixen alarma volumètrica, ESP, llantes d'aliatge de 16 polzades i set radis amb pneumàtics 205/55, fars antiboira, climatitzador de dues zones, alçavidres elèctrics darrers, retrovisors exteriors amb posició pàrquing elèctrica, volant en cuir amb comandaments per controlar l'equip d'àudio, pom de la palanca de canvis de cuir, control de velocitat de creuer, ordinador de bord, funció 'Coming Home' i dos altaveus addicionals, entre altres elements.
Sport-up
Respecte a l'equipament Stylance, aquest acabat munta llandes d'aliatge de 17 polzades de cinc radis, pneumàtics 225/45, suspensió esportiva, seients esportius i acabat interior específic.
FR
Respecte a l'equipament Style equipa. / Suspensió FR / Doble tub d'escapament vist cromat / Miralls retrovisors exteriors calefactats, plegables elèctricament i amb posició pàrquing color plata / LEDs en llums posteriors / Paracops color carrosseria específic amb motllures integrades / Llanta d'aliatge 17 "225/45 Albea / Reixeta tipus niu d'abella a para-xocs / Seients esportius conductor i passatger / Volant multifunció en tres ràdios i pom de canvi, ambdós en cuir / Coming Home + sensor de pàrquing del darrere / Vidres foscos
Cupra/Cupra R
Suspensió específica CUPRA R / Doble tub d'escapament vist oval cromat / Miralls retrovisors exteriors, plegables elèctricament calefactats i amb posició pàrquing color negre / Frens específics pintats en vermell / Logo específic de l'acabat en para-xocs davanter i porta darrere / Llanta d'aliatge 19 "235/35 Potenza / Seients esportius amb tapisseria específica / Tapisseria Alcántara Plata Cupra / Aro extern difusors aire laterals Gris Kibo / Pedals embragatge, gas i fre en alumini / Volant multifunció en tres ràdios i pom de canvi, ambdós en cuir amb logo Cupra R / Graella frontal amb vora negra

### Motoritzacions
Tots els seus motors són de quatre cilindres en línia. Els de gasolina són un 1,4 litres atmosfèricc de 85CV o amb turbocompressor de 125CV, un 1.6 litres de 102CV, un 1.8 litres de 160CV, i un 2.0 litres en versions atmosfèrica de 150CV i amb turbocompressor de 185, 200, 240 i 265CV. Només el 1.4 litres de 85CV i el 1.6 litres de 102CV manquen d'injecció directa de combustible, i el 1.6 litres de 102CV té dues vàlvules per cilindre, contra quatre en la resta dels motors. Va ser a finals de 2007 quan es van incorporar a la gamma de motoritzacions el 1.4 litres TSI de 125CV i el 1.8 litres TSI de 160CV.
Els motors dièsel són un 1.9 litres de 90 o 105CV i un 2.0 litres amb versions de 136 (després 140) i 170CV, tots ells amb turbocompressor i injecció directa amb injector-bomba. Actualment en dos anys de producció ha superat les 250.000 unitats comercialitzades.

## Tercera generació (2013-2020)

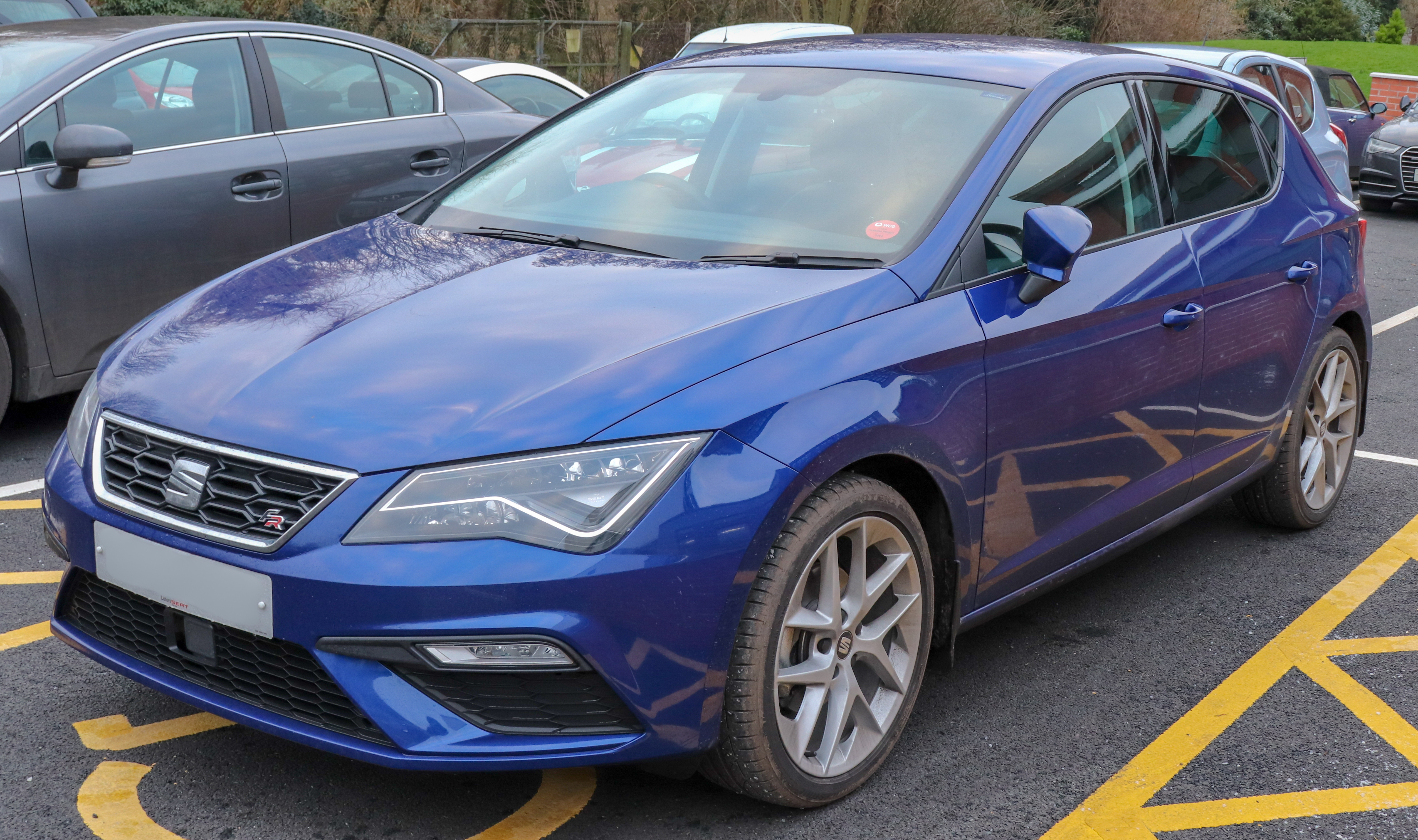
SEAT León de tercera generació

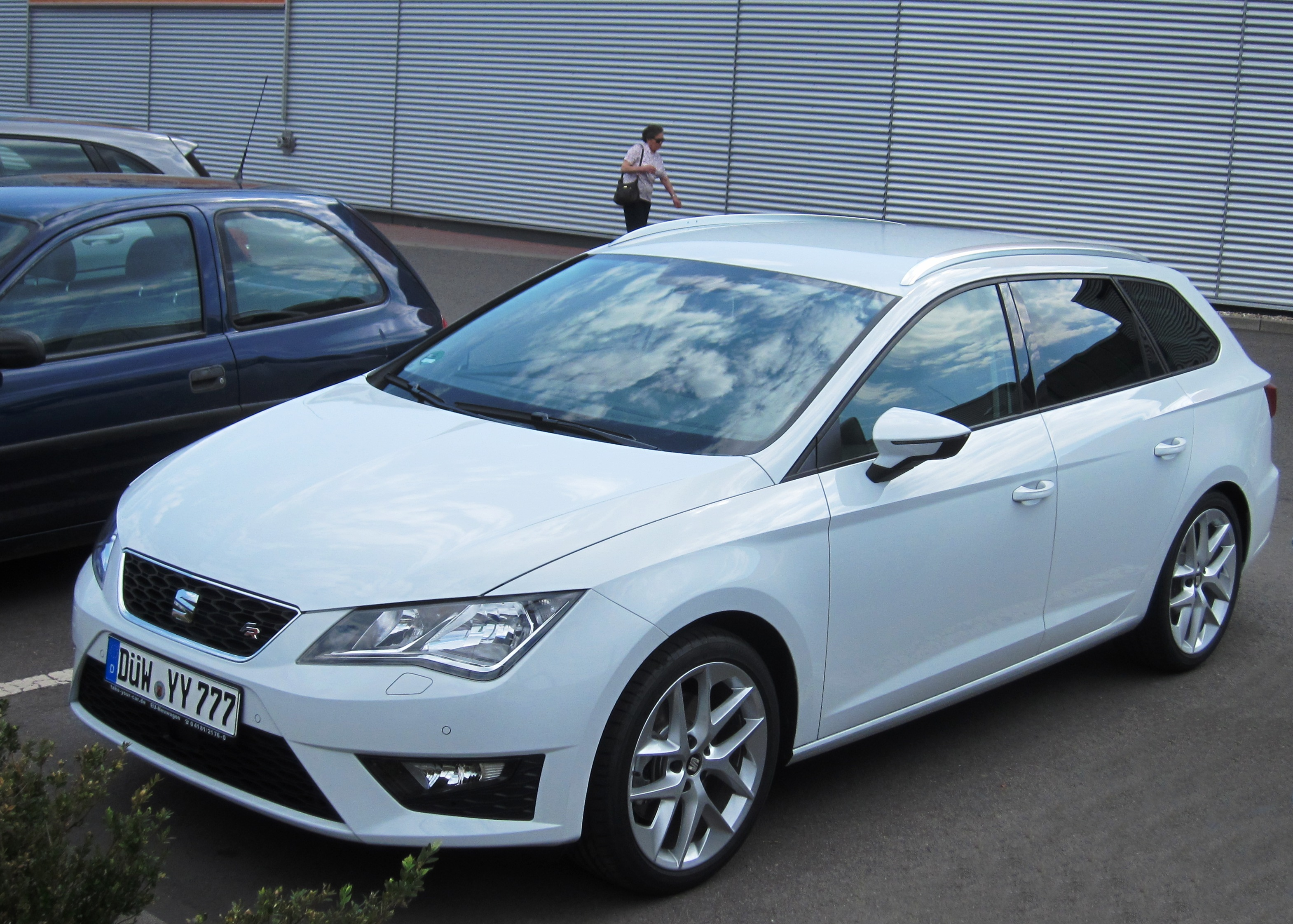
SEAT León ST

La tercera generació del León (model 5F) es va presentar al públic al Saló de París el novembre del 2012. Utilitza la plataforma MQB que utilitzen l'Audi A3 III, Volkswagen Golf VII i el Skoda Octavia III.
Basat en el prototip SEAT IBE, el tercer León mostra el nou llenguatge de disseny de la marca Seat, basant-se en línies netes i elegants, encara que alhora amb l'essència esportiva que sempre ha caracteritzat la marca.
A més de la carrosseria hatchback de cinc portes, s'espera que el León III s'ofereixi en versions hatchback en tres portes i familiar de cinc portes. El seu aspecte exterior és molt similar al del Seat Ibiza IV. Malgrat les crítiques relacionades amb la seva gran semblança cap al Seat Ibiza, l'ADN nou de Seat li pertany al nou Seat León, adaptant-se el Seat Ibiza al seu estil. El nou León ha estat dissenyat per Alejandro Mesonero-Romanos i Luc Donckerwolke.

### Acabats
En principi compta amb 4 acabats Emoció, Reference, Style i FR. Més endavant s'espera la versió Cupra.
Emoción
És la versió més bàsica de les 4, destinades a empreses o rènting.
Reference
És la versió mitjana i equipaments: 7 Airbags (2 frontals, 2 laterals i 2 de cortina), amb desactivació del coixí de seguretat del passatger i coixí de seguretat de genoll. / ISOFIX amb Top Tether a les 2 places del darrere / ASR + ABS / ESC amb sensor de pressió pneumàtics / Llandes acer 16 "30/1 URBAN / Suspensió confort / Fars dobles halògens i llum diürna / Funció Coming Home / Aire condicionat / Llums de lectura davanteres / Retrovisors elèctrics exteriors / Informació Ràdio Mitjana System Touch i USB / Alçavidres davanters elèctrics / Guantera i maleter amb sistema il·luminació / Tancament centralitzat amb comandament a distància + 2 claus plegables amb obertura selectiva del maleter (3 botons) / Ordinador de bord / Indicador canvi de marxes eficient / Control de velocitat creuer / Interior Negre / Seient conductor regulable en alçada / Seients posteriors amb reposacaps 1/3 2/3 plegables, reclinables / Visera para-sol per conductor i passatger, amb mirall i espai per a targetes per conductor / Posagots davanter / Argolles per fixar càrrega en maleter / Volant multifunció.
Style
És la versió més completa, destinades a famílies: Insercions cromades / Fre de mà en pell / Recolzabraços en seients davanters / Alçallunes davanters i posteriors elèctrics / Volant multifunció i pom de canvis en pell / Climatitzador bi-zona / Llantes d'aliatge 16 "30/2 DESIGN / Retrovisors exteriors elèctrics i calefactats / Llums de lectura frontal i posterior / Fars antiboira amb funció cornering / Informació Mitjana System Colour amb pantalla de 5" a color, dispositius de so (MP3/WMA), ranura targeta SD, Bluetooth ® (telèfon + àudio streaming), reproductor CD, AUX-in + USB i 6 altaveus / Interior Style Negre / Seients ajustables en altura per a conductor i passatger / Visera para conductor i passatger, amb coberta i mirall amb llum de cortesia, targeter / Consola central amb compartiment i portavasos integrat amb difusor aire darrere / ESC + XDS + sensor de pressió de pneumàtics / Assistent d'arrencada en pendents.
FR
És la versió esportiva, destinada al conductor més exigent: Talonera interior d'alumini FR per portes davanteres / Llums interiors d'ambient i en zona de les cames / Vidres foscos / SEAT Driver Profile amb diferents maneres de conducció: Normal, Sport i Eco, tu tries el nivell de lliurament de potència i so del motor, el grau de direcció assistida i la il·luminació interior de la porta. Llums ambient multicolors (vermella per Sport / blanca per Normal) en panells portes laterals i regulador de so (únicament amb motors 1.8 TSI 180 CV & 2.0 TDI 184 CV) / Diferenciació específica de FR (colors i acabats a interior i exterior) / Volant en pell amb emblema FR / Ajust lumbar seient conductor i passatger / Llandes d'aliatge 17 "30/2 DYNAMIC / Tub doble d'escapament vist i cromat / Suspensió FR / Retrovisors exteriors elèctrics plegables amb posició pàrquing / Seients davanters esportius en tela i símil cuir / Interior negre FR.
Cupra
És la versió més esportiva del León, amb motors de gran potència, destinats als conductors molt exigents. Encara no ha estat oficialitzat per la marca però s'espera que en els pròxims dos anys es confirmi.
Ja està confirmat i surt amb el motor 2.0 TSI amb quatre motors de 6 velocitats tots hi ha el de 265 CVamb caixa de canvis manual el de 265 CV amb el canvi DSG el de 280 CV amb canvi manual i per acabar, el de 280 CV amb el canvi DSG i s'espera el cupra ST el familiar de 265 CV i 280 CV que surt al juny d'aquest any 2015

### Motoritzacions
La gamma de motors que es preveu per al nou León es troben un gasolina d'1,2 litres en versions de 86 i 105 CV, un gasolina d'1,4 litres i 122 CV, un gasolina d'1,8 litres i 180 CV, un dièsel d'1,6 litres i 105 CV, un dièsel de 2,0 litres i 150 CV, i un dièsel de 2,0 litres i 184 CV Serà la primera vegada que el León tingui variants SC (Sport Coupé) i ST (Sport Tourer), així hi haurà un gran ventall de models nous a la nova Seat, al costat del Nou SEAT Toledo.

## El León en automobilisme
La Supercopa León era un campionat monomarca de turismes, els automòbils dels quals derivaven del León I Cupra R. El 2005, el León II Super 2000 va començar a competir de manera oficial en el Campionat Mundial de Turismes, i més tard en el Campionat Britànic de Turismes i en el Campionat Italià de Superturismes. El León Super 2000 existeix tant amb un motor gasolina de 265CV com amb un motor Diesel de 285CV. En la Supercopa León, una variant de més de 300CV del León II va començar a utilitzar-se des de l'any 2006.

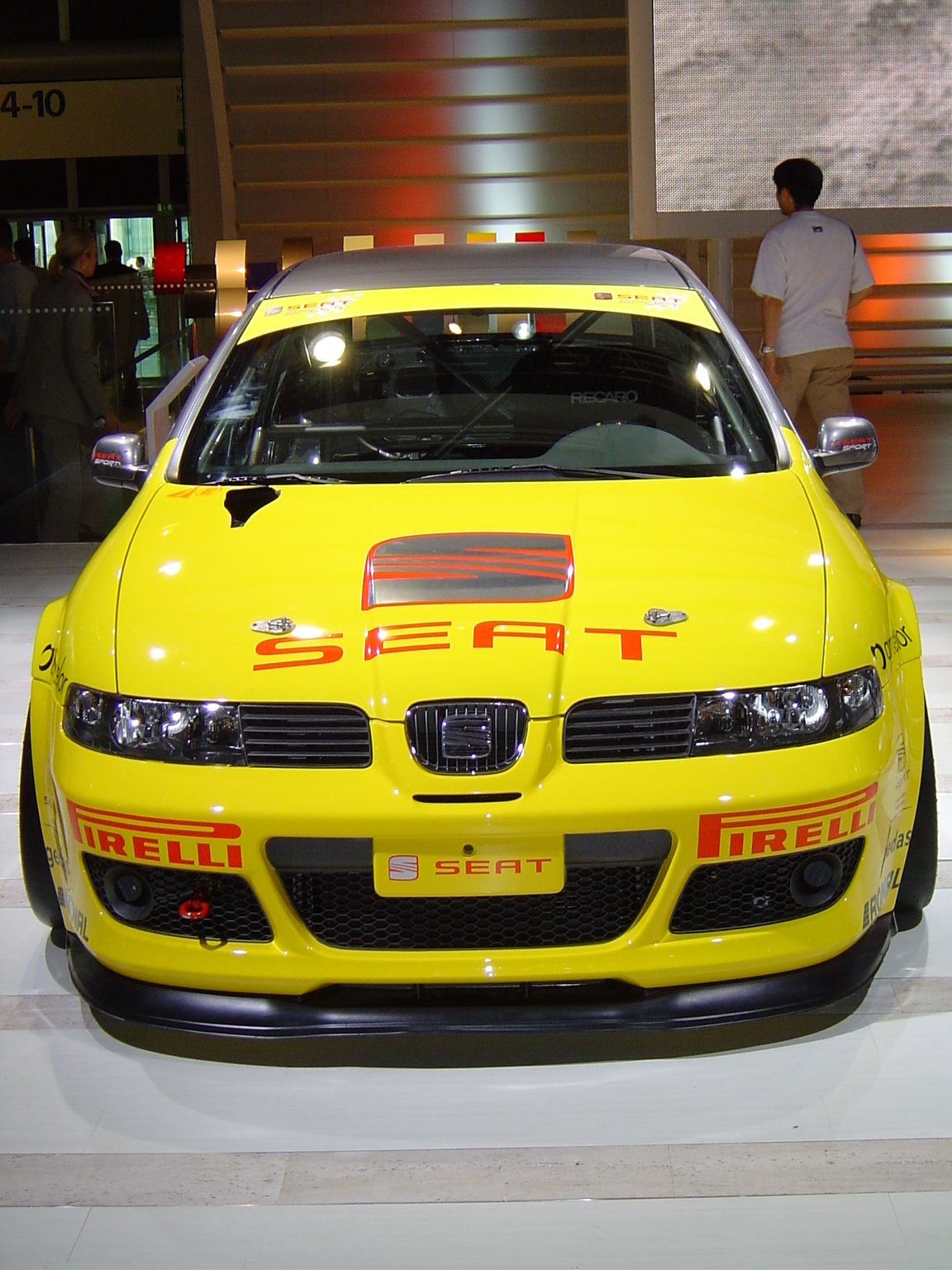
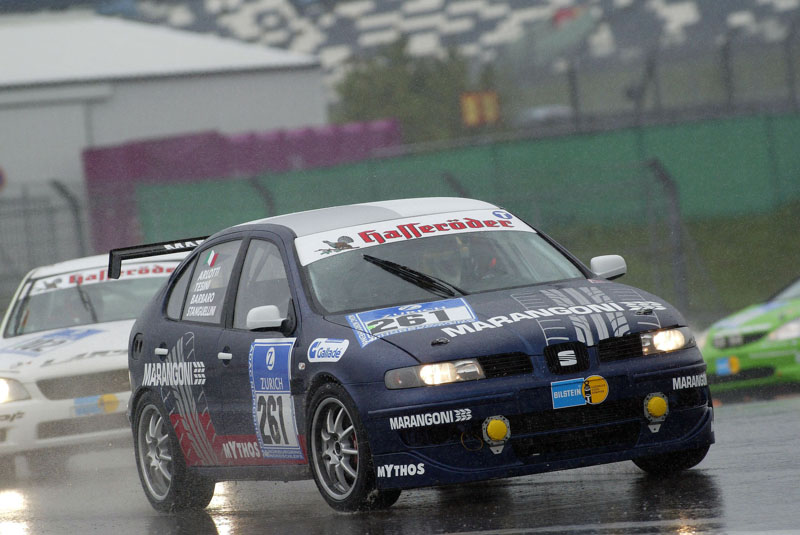
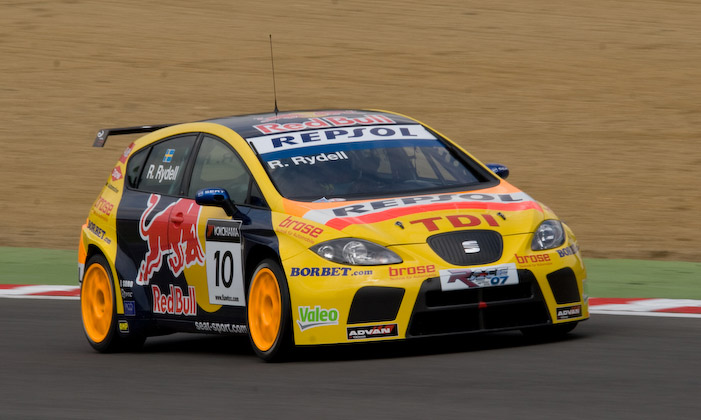
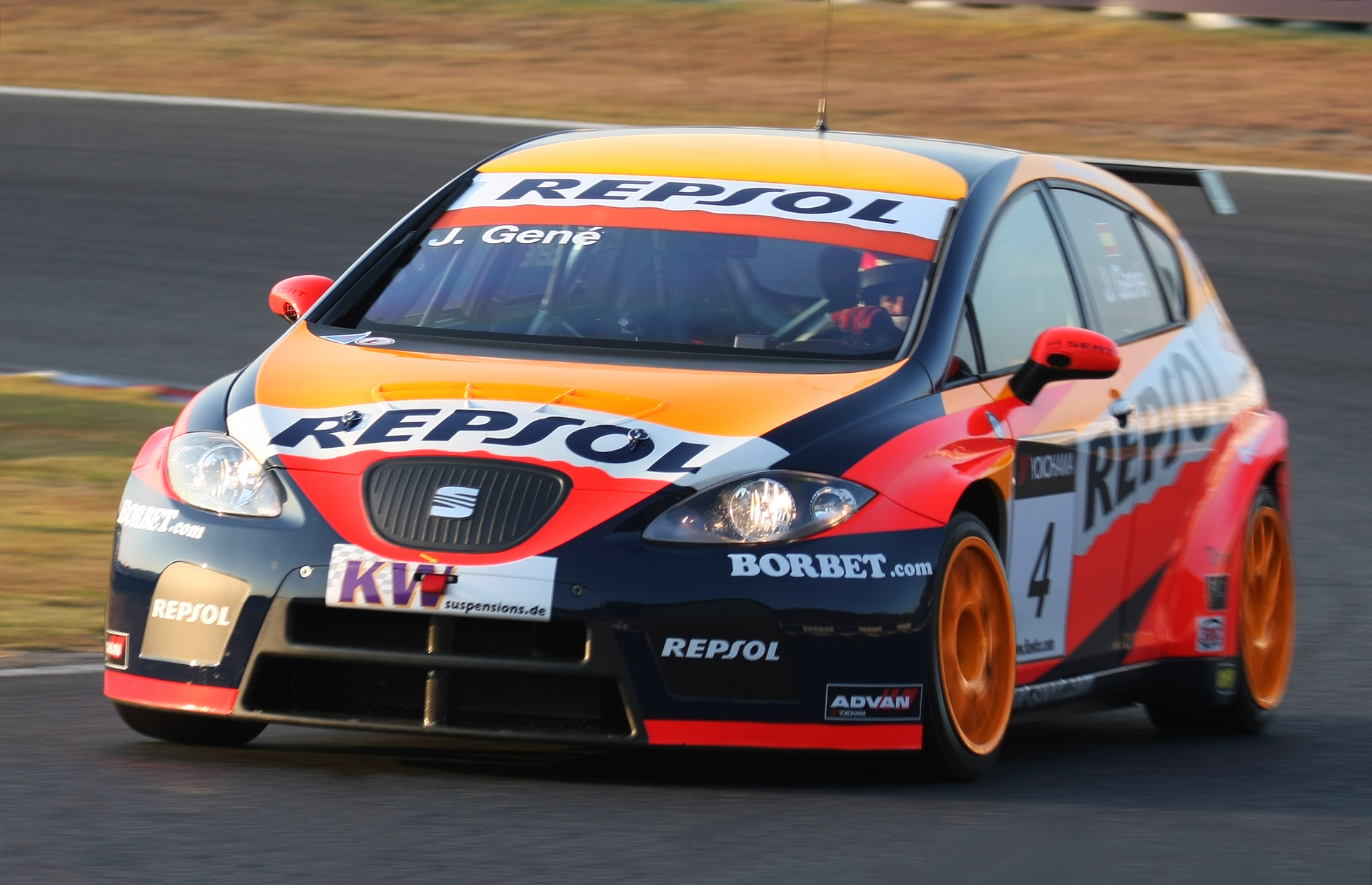
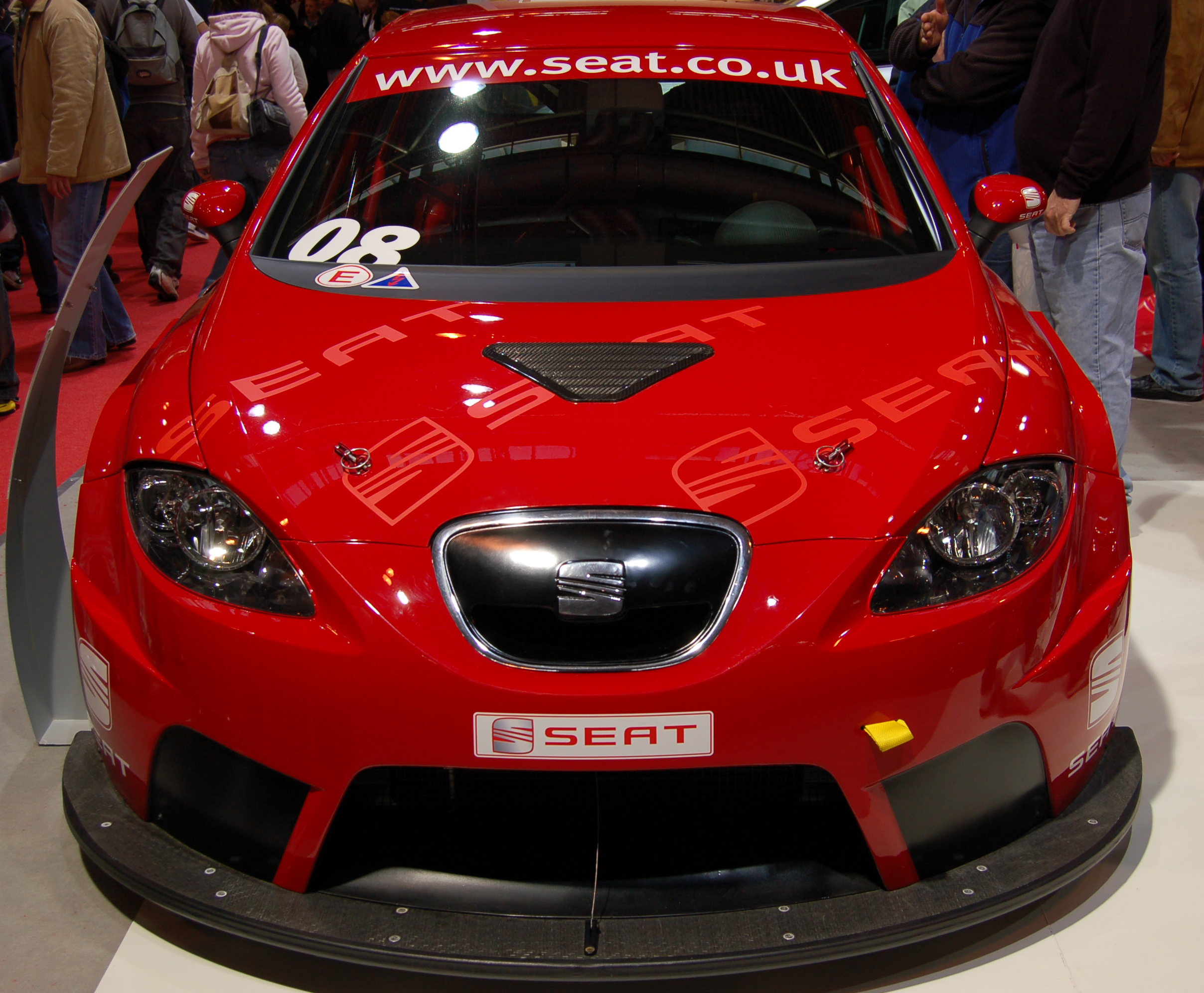
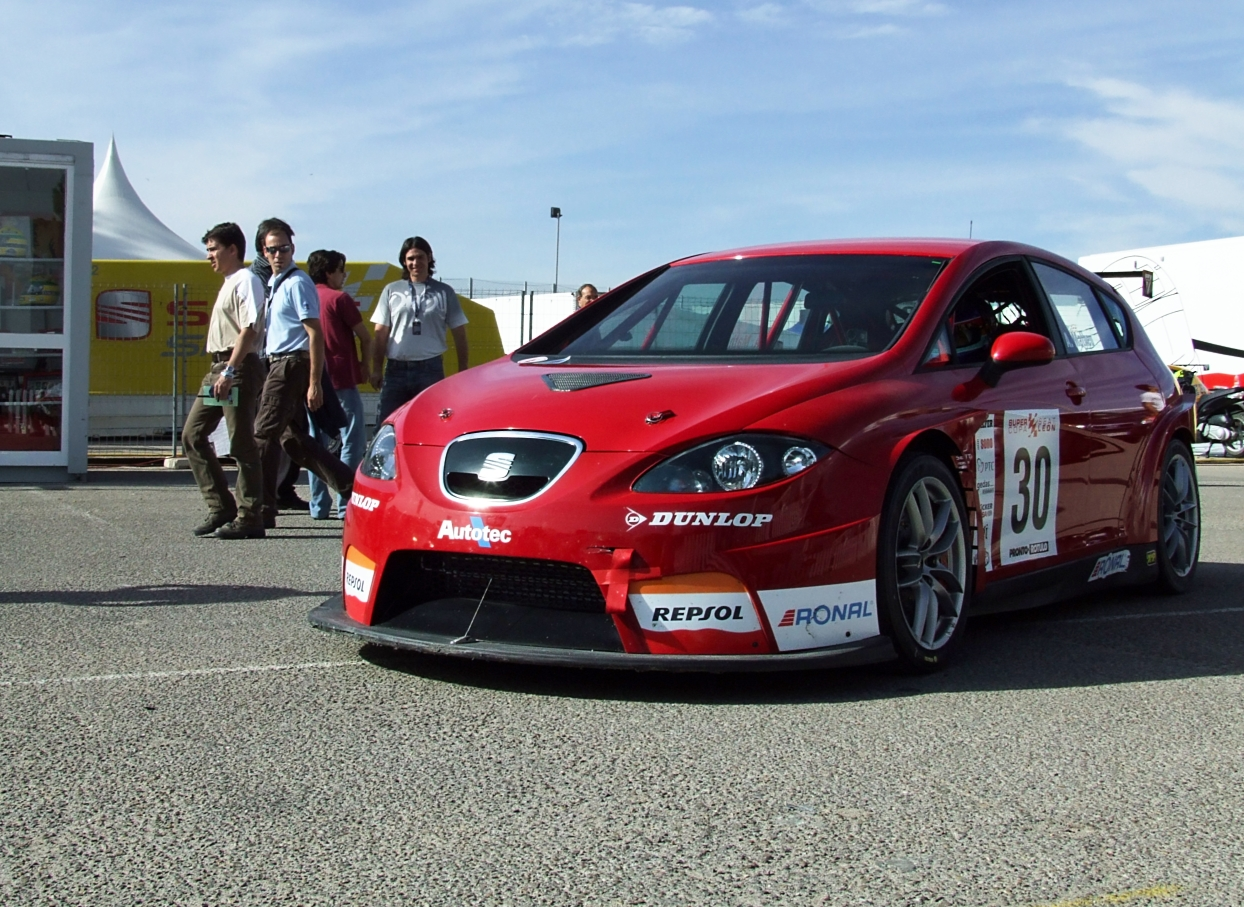